# ابوالفوارس شجاع‌الدین
ابوالفوارس شجاع‌الدین محمد میرزا (زاده ۱۵۷۷ میلادی) فرزند شاه اسماعیل دوم بود.
شاه اسماعیل دوم در روز چهارشنبه ۱۲ رجب ۹۸۵ صاحب فرزند پسری شد. شاه اسماعیل دوم چون همیشه دیوان حافظ را همراه داشت، پس از تفأل به دیوان حافظ نام او را ابوالفوارس شجاع‌الدین محمد نام نهاد و لل‍هٔ شجاع‌الدین را ولی سلطان قلخانچی اوغلی ذوالقدر حاکم شیراز قرار داد و جشن عظیمی برپا کرد. پس از مرگ شاه اسماعیل دوم، امرا و بزرگان درباره آینده سلطنت به خدمت پریخان خانم رفتند. بعضی از امرا از جمله ولی سلطان ذوالقدر گفتند که شاه شجاع را پادشاه اعلام کنند و تا رسیدن به سن بلوغ، پریخان خانم زمام امور سلطنت را بدست بگیرد ولی گروه دیگر مخالفت کردند که تا سلطان محمد میرزا فرزند بزرگ شاه تهماسب و پسرانش زنده هستند شایسته نیست که پادشاهی به کودک شیرخوار داده شود. پریخان خانم در نهایت با پادشاهی سلطان محمد میرزا موافقت کرد به شرط آن که زمام امور سلطنت در دست وی باشد و سلطان محمد میرزا به نام و عنوان پادشاهی قناعت کند. پس از به قتل رسیدن پریخان خانم، شاه شجاع که شش ماهه بود همراه با لل‍هٔ خود ولی سلطان ذوالقدر به قتل رسیدند.